# WorldRemit
 (février 2021).
La mise en forme du texte ne suit pas les recommandations de Wikipédia : il faut le « wikifier ».
Les points d'amélioration suivants sont les cas les plus fréquents. Le détail des points à revoir est peut-être précisé sur la page de discussion.
- Les titres sont pré-formatés par le logiciel. Ils ne sont ni en capitales, ni en gras.
- Le texte ne doit pas être écrit en capitales (les noms de famille non plus), ni en gras, ni en italique, ni en « petit »…
- Le gras n'est utilisé que pour surligner le titre de l'article dans l'introduction, une seule fois.
- L'italique est rarement utilisé : mots en langue étrangère, titres d'œuvres, noms de bateaux, etc.
- Les citations ne sont pas en italique mais en corps de texte normal. Elles sont entourées par des guillemets français : « et ».
- Les listes à puces sont à éviter, des paragraphes rédigés étant largement préférés. Les tableaux sont à réserver à la présentation de données structurées (résultats, etc.).
- Les appels de note de bas de page (petits chiffres en exposant, introduits par l'outil «  Source ») sont à placer entre la fin de phrase et le point final[comme ça].
- Les liens internes (vers d'autres articles de Wikipédia) sont à choisir avec parcimonie. Créez des liens vers des articles approfondissant le sujet. Les termes génériques sans rapport avec le sujet sont à éviter, ainsi que les répétitions de liens vers un même terme.
- Les liens externes sont à placer uniquement dans une section « Liens externes », à la fin de l'article. Ces liens sont à choisir avec parcimonie suivant les règles définies. Si un lien sert de source à l'article, son insertion dans le texte est à faire par les notes de bas de page.
- La présentation des références doit suivre les conventions bibliographiques. Il est recommandé d'utiliser les modèles {{Ouvrage}}, {{Chapitre}}, {{Article}}, {{Lien web}} et/ou {{Bibliographie}}. Le mode d'édition visuel peut mettre en forme automatiquement les références.
- Insérer une infobox (cadre d'informations à droite) n'est pas obligatoire pour parachever la mise en page.

Pour une aide détaillée, merci de consulter Aide:Wikification.
Si vous pensez que ces points ont été résolus, vous pouvez retirer ce bandeau et améliorer la mise en forme d'un autre article.
WorldRemit est une société de paiements internationaux qui fournit des services de transfert d'argent et d'envoi de fonds dans plus de 130 pays et plus de 70 devises. WorldRemit a été fondé en 2010 par Ismail Ahmed, Catherine Wines et Richard Igoe. En 2018, WorldRemit comptait environ 3 millions d'utilisateurs

## Histoire
WorldRemit a été fondé en 2010 par le Dr Ismail Ahmed, un ancien conseiller en conformité du Programme des Nations unies pour le développement. Ahmed a commencé à développer WorldRemit alors qu'il étudiait un MBA à la London Business School. Il a déclaré que l'idée d'un service de transfert d'argent en ligne a été en partie influencée par sa propre expérience quand il envoyait de l'argent à des parents au Somaliland en utilisant des services hors ligne et basés sur des agents.
En octobre 2018, WorldRemit a annoncé que le fondateur Ahmed assumerait le rôle de président exécutif et que l'entreprise ferait appel à Breon Corcoran en tant que PDG.

## Opérations
WorldRemit a été l'une des premières start-ups de transfert d'argent en ligne à se concentrer sur le transfert d'argent de mobile à mobile avec des transferts numériques, Pour ceux qui reçoivent de l'argent, WorldRemit offre un large éventail d'options, notamment les virements bancaires, les envois sur portefeuille mobile, les recharges mobiles et retraits d’argent.
Alors que les transferts d'argent vers les pays en développement ont atteint un niveau record de 690 milliards de dollars en 2018, ils ont traditionnellement été coûteux et peu pratiques pour les familles du monde entier qui dépendent de ces fonds pour l'éducation, les soins de santé et les besoins de base.
WorldRemit contribue à résoudre ce problème grâce à un réseau de 6 700 couloirs, l'un des plus grands réseaux de transfert d'argent numérique au monde. L'entreprise est connectée aux principaux services de transfert d'argent par téléphone portable dans le monde, dont M-Pesa (Kenya), MTN (Afrique et Asie) et bKash (Bangladesh). Les transferts d'argent numériques réduisent la dépendance à l'envoi d'argent liquide par des canaux informels tels que le système hawala, et améliorent la sécurité pour répondre aux exigences de conformité mondiales.
Depuis octobre 2019, WorldRemit permet d’envoyer instantanément des fonds dans 115 pays différents. WorldRemit propose également des services de transfert de fonds vers tous les pays africains, à l'exception du Soudan, du Sud-Soudan, d'Eswatini, de l'Érythrée, de la Libye et de l'Algérie.

## Financements
WorldRemit est soutenu par les sociétés de capital-risque Accel Partners et Technology Crossover Ventures (TCV).
En mars 2014, WorldRemit a obtenu un investissement de série A de 40 millions de dollars d'Accel Partners, un des premiers bailleurs de fonds de Facebook et Spotify, et de Project A Ventures. À la suite de cet investissement, Harry Nelis d'Accel a rejoint le conseil d'administration de WorldRemit. En février 2015, WorldRemit a annoncé un financement de série B de 100 millions de dollars, dirigé par TCV. Il a également été annoncé que John Rosenberg, partenaire général de TCV, rejoindrait le conseil d'administration de WorldRemit.
En 2017, la société a reçu un investissement de 40 millions de dollars dans le cadre de son cycle de financement de série C. LeapFrog Investments a été le principal investisseur de ce cycle de financement.
En 2019, WorldRemit a levé 175 millions de dollars dans le cadre d'un cycle de financement de série D, mené par TCV, Accel et Leapfrog Investments.